# Barbara Anderson (écrivaine)
Pour les articles homonymes, voir Barbara Anderson et Anderson.
Barbara Anderson, Lady Anderson (née le 14 avril 1926 – morte le 24 mars 2013) est une romancière néo-zélandaise qui a acquis une renommée internationale bien qu'elle n'eût commencé sa carrière d'écrivain qu'à la fin de la cinquantaine. Dans l'ensemble ses écrits ressemblaient quelque peu à ceux d'Anita Brookner, de Raymond Carver, de Margaret Drabble et de Bernice Rubens.

## Carrière
Née à Hastings, en Nouvelle-Zélande, elle a fait ses études à l'université d'Otago, où elle a obtenu un diplôme de Bachelor of Science en 1947. Après une carrière de technologiste médicale et d'enseignante, elle est retournée à Wellington en Nouvelle-Zélande, où elle a obtenu un diplôme de Bachelor of Arts de l'Université Victoria de Wellington en 1984.
Son mari était l'ancien chef l'état-major de la Défense de la Nouvelle-Zélande, le vice-amiral Sir Neil Dudley Anderson.
Lady Anderson meurt à Auckland le 24 mars 2013, à l'âge de 87 ans.

## Œuvres
- I Think We Should Go Into the Jungle : Short Stories. Wellington : Victoria University Press, 1989, Londres : Secker & Warburg, 1993.
- Girls' High. Wellington : Victoria University Press, 1990, 1999; Londres : Secker & Warburg, 1991.
- Portrait of the Artist's Wife. Wellington : Victoria University Press, 1992, Londres : Secker & Warburg, 1992; New York : Norton, 1993, Londres : Minerva, 1993.
- All the Nice Girls. Wellington : Victoria University Press, 1993, 1999, Londres : Cape, 1994, Londres : Vintage, 1995.
- The House Guest. Wellington : Victoria University Press, 1995, Londres : Cape, 1995, Londres : Vintage, 1997.
- Proud Garments. Wellington : Victoria University Press, 1996.
- The Peacocks : and Other Stories. Wellington : Victoria University Press, 1997.
- Glorious things, and other stories. Londres : Cape, 1999.
- Long Hot Summer. Wellington : Victoria University Press, 1999, Londres : Cape, 2000.
- The Swing Around. Wellington : Victoria University Press, 2001.